# Doloma leucocephala
Doloma leucocephala är en fjärilsart som beskrevs av Louis Beethoven Prout 1922. Doloma leucocephala ingår i släktet Doloma och familjen mätare. Inga underarter finns listade i Catalogue of Life.